# Distrito de Motosu (Gifu)
El distrito de Motosu (本巣郡 Motosu-gun?) es un distrito localizado en la prefectura de Gifu, Japón. En octubre de 2019 tenía una población estimada de 18.260 habitantes y una densidad de población de 3.525 personas por km². Su área total es de 5,18 km².

## Localidades
- Kitagata